# Caecidotea nickajackensis
Caecidotea nickajackensis là một loài động vật giáp xác chân đều trong họ Asellidae. Loài này đặc hữu ở một hang động duy nhất ở Tennessee, và người ta cho rằng nó đã bị hủy diệt khi hang động bị ngập lụt năm 1967 do việc xây dựng đập Nickajack.

## Phân bố
Caecidotea nickajackensis chỉ phân bố ở hang Nickajack, Tennessee, trước khi xây đập Nickajack bởi Tennessee Valley Authority năm 1967. Hai obligate stygobionts khác cũng bị tiêu diệt bởi việc xây dựng con đập này - pseudoscorpion Microcreagris nickajackensis và loài bọ cánh cứng mặt đất Pseudanophthalmus nickajackensis.

## Bảo tồn
C. nickajackensis được liệt kê vào nhóm loài tổn thương trong sách đỏ, và là một "loài quan tâm" theo Đạo luật các loài bị đe dọa. Nó đã bị tiêu diệt khỏi hang Nickajack vào năm 1967, và ngày nay được cho là đã tuyệt chủng.

## Phân loài
Caecidotea nickajackensis lần đầu tiên được mô tả bởi Alpheus Spring Packard, trong ấn bản năm 1881 bởi Edward Drinker Cope và của ông, có tựa The Fauna of Nickajack Cave. A second species, C. richardsonae, đã được mô tả từ một hang đó bởi William Perry Hay năm 1901, và được cho rằng là một đồng âm nhỏ của C. nickajackensis trong một thời gian dài. Ngày nay nó được xem là một loài riêng biệt phân bố từ Alabama đến Virginia.